# Koningin Fabiolabergketen
De Koningin Fabiolabergketen is een bergketen van 48 km lang op Antarctica, die grotendeels uit zeven kleinere massieven bestaat, die van noord naar zuid een barrière vormen voor de ijsvloed. De bergen staan geïsoleerd 140 km ten zuidwesten van de op van Lützow-Holmbaai. De bergen werden ontdekt en gefotografeerd vanuit een vliegtuig van de Belgische Antarctische Expeditie door Guido Derom op 8 oktober 1960.
Met toestemming van Koning Boudewijn van België werd de bergketen vernoemd naar zijn nieuwe bruid Koningin Fabiola. In november-december 1960 werden de bergen bezocht door een expeditie van de Japanese Antarctic Research Expedition (JARE), 1957–1962, die er geomorfologische en geologische onderzoeken uitvoerden. Zij gaven het de naam "Yamato Mountains". Het hoogste massief is Mount Fukushima (2.470 m).
De Japanse Antarctische onderzoeksexpeditie (JARE) vond de Yamato 000593 Martiaanse meteoriet in 2000 op de Yamato Glacier, van het Koningin Fabiolagebergte. Met een massa van 13,7 kg is de Yamato 000593 de tweede grootste meteoriet van Mars die op de Aarde werd gevonden.